# Argostemma carstensense
Argostemma carstensense är en måreväxtart som beskrevs av Herbert Fuller Wernham. Argostemma carstensense ingår i släktet Argostemma och familjen måreväxter. Inga underarter finns listade i Catalogue of Life.